# Борвиле
Борвиле (фр. Borville) насеље је и општина у североисточној Француској у региону Лорена, у департману Мерт и Мозел која припада префектури Линевил.
По подацима из 2011. године у општини је живело 92 становника, а густина насељености је износила 19,53 становника/km². Општина се простире на површини од 4,71 km². Налази се на средњој надморској висини од 311 метар (максималној 342 m, а минималној 262 m).

## Демографија
| 1962. | 1968. | 1975. | 1982. | 1990. | 1999. | 2011. |
| ----- | ----- | ----- | ----- | ----- | ----- | ----- |
| 98    | 99    | 87    | 75    | 82    | 75    | 92    |

График промене броја становника у току последњих година